# Сольві Ватнгамар
Сольві Ватнгамар (фар. Sølvi Vatnhamar, нар. 5 травня 1986, Лейрвік) — фарерський футболіст, півзахисник клубу «Вікінгур».
Виступав, зокрема, за клуб «ЛІФ Лейрвік», а також національну збірну Фарерських островів.
Молодший брат Гуннар також футболіст.

## Клубна кар'єра
У дорослому футболі дебютував 2003 року виступами за команду «ЛІФ Лейрвік», в якій провів чотири сезони, взявши участь у 77 матчах чемпіонату. 
До складу клубу «Вікінгур» приєднався 2008 року. Станом на 30 жовтня 2022 року відіграв за фарерську команду 350 матчів в національному чемпіонаті.

## Виступи за збірні
Протягом 2007–2008 років залучався до складу молодіжної збірної Фарерських островів. На молодіжному рівні зіграв у 3 офіційних матчах.
У 2013 році дебютував в офіційних матчах у складі національної збірної Фарерських островів.

## Титули і досягнення
- Чемпіон Фарерських островів (3): 2016, 2017, 2024
- Володар Кубка Фарерських островів (5): 2009, 2012, 2013, 2015, 2022
- Володар Суперкубка Фарерських островів (5): 2014, 2015, 2016, 2017, 2018
- Кращий бомбардир чемпіонату Фарерських островів (2): 2022 (20 м'ячів),  2023 (21 м'яч)